# François Périer
François Périer (París, Francia; 10 de noviembre de 1919-Ibidem; 29 de junio de 2002) fue un actor teatral y cinematográfico de nacionalidad francesa.

## Biografía
Su verdadero nombre era François Gabriel Marie Pillu, y nació en París, Francia. Se formó con el Curso Simon y estudió en el Conservatorio Nacional Superior de Arte Dramático en el mismo año que Gérard Oury y Bernard Blier.
Périer debutó en el teatro y en el cine en 1938. Con los papeles de simpático homosexual en Hôtel du Nord, de Marcel Carné (1939), y de joven tímido y divertido en L'Entraîneuse, de Albert Valentin (1940), se impuso a finales de la década de 1940 como un actor de una gran expresividad, actuando en filmes como Un revenant, de Christian-Jacque  (1946), o Le silence est d'or, de René Clair (1947). Fue intérprete tanto del universo poético de Jean Cocteau en Orphée (1950), como del realismo mágico de Federico Fellini en Las noches de Cabiria (1957). En 1956 fue Coupeau, el obrero inválido y alcohólico de Gervaise. Con la madurez encarnó a personajes sombríos, inquietantes y complejos, como los comisarios de Le Samouraï (1967) y de Police Python 357 (1976), el fiscal de Z (1969), un jefe de nightclub en Le Cercle rouge (1970), o el abogado eficaz y omnipresente de Stavisky en la cinta Stavisky (1973).
Paralelamente, siguió una importante carrera teatral en la que trabajó tanto con el repertorio de Molière, como con el teatro contemporáneo de Jean-Paul Sartre, Félicien Marceau o Jean Anouilh, o con el teatro del género boulevard de Marcel Achard, André Roussin y Françoise Dorin.
Casado con la actriz Jacqueline Porel en 1941, fue el padre de la periodista Anne-Marie Périer, de Jean-Pierre Périer, ayudante de dirección de Costa-Gavras (Compartiment tueurs) y Anatole Litvak (La noche de los generales), y de  Jean-Marie Périer, célebre fotógrafo de la época yeyé.
Divorciado en 1947, se casó en 1949 con la actriz Marie Daëms, de la que se separó en 1959. Se casó una tercera vez en 1961, en esta ocasión con Colette Boutouland, su última esposa.
François Périer falleció en 2002 en París, y fue enterrado en el Cementerio de Passy junto a la actriz Réjane, abuela de su primera esposa
En el año 2005 recibió el Premio Brigadier de Honor a título póstumo como homenaje al conjunto de su carrera.

## Teatro

### Actor
- 1938: Les Jours heureux, de Claude-André Puget, Teatro Michel
- 1939: Mailloche, de René Dorin, Teatro de la Madeleine
- 1940: La Familiale, de Jean de Létraz, Teatro de la Michodière
- 1941: La Nuit de printemps, de Pierre Ducrocq, escenografía del autor, Teatro Saint-Georges
- 1942: Une jeune fille savait, de André Haguet, escenografía de Louis Ducreux, Théâtre des Bouffes-Parisiens
- 1942: Colinette, de Marcel Achard, escenografía de Pierre Dux, Théâtre de l'Athénée
- 1946: La Route des Indes, de Jacques Deval a partir de Ronald Harwood, Teatro des Ambassadeurs
- 1948: Las manos sucias, de Jean-Paul Sartre, escenografía de Pierre Valde, Teatro Antoine
- 1950-1952: Bobosse, de André Roussin, escenografía del autor, Teatro Royal du Parc, Teatro des Célestins y Teatro de la Michodière
- 1952: Un beau dimanche, de Jean-Pierre Aumont, Teatro de la Michodière y Teatro des Célestins
- 1953-1955: Le Ciel de lit, de Jan de Hartog, escenografía de Pierre Fresnay, Teatro de la Michodière y Teatro des Célestins
- 1955: Le Mal d'amour, de Marcel Achard, escenografía de François Périer, Teatro de la Michodière
- 1956: Le Séducteur, de Diego Fabbri, escenografía de François Périer, Teatro de la Michodière
- 1957: Bobosse, de André Roussin, escenografía del autor, Teatro de la Michodière
- 1959: Gog et Magog, de Roger MacDougall y Ted Allan, escenografía de François Périer, Teatro de la Michodière
- 1960: Tartufo, de Molière, escenografía de Roland Piétri, Teatro de los Campos Elíseos
- 1960: Le Songe du critique, de Jean Anouilh, escenografía del autor, Teatro de los Campos Elíseos
- 1962: Johnnie Cœur, de Romain Gary, escenografía de François Périer, Teatro de la Michodière
- 1964: Gog et Magog, de Roger MacDougall y Ted Allan, escenografía de François Périer, Teatro des Célestins
- 1964-1966: La Preuve par quatre, de Félicien Marceau, escenografía del autor, Teatro de la Michodière y Teatro des Célestins
- 1967: Un jour j'ai rencontré la vérité, de Félicien Marceau, escenografía de André Barsacq, Teatro de los Campos Elíseos
- 1968: El diablo y Dios, de Jean-Paul Sartre, escenografía de Georges Wilson, Teatro Nacional Popular y Teatro de Chaillot
- 1969: Un jour j'ai rencontré la vérité, de Félicien Marceau, escenografía de André Barsacq, Teatro des Célestins
- 1970: El diablo y Dios, de Jean-Paul Sartre, escenografía de Georges Wilson, Teatro Nacional Popular, Festival de Aviñón
- 1970: Ne réveillez pas Madame, de Jean Anouilh, escenografía del autor y Roland Piétri, Teatro de los Campos Elíseos
- 1974: Le Tube, de Françoise Dorin, escenografía de François Périer, Teatro Antoine
- 1976-1978: Equus, de Peter Shaffer, escenografía de John Dexter, Théâtre de l'Athénée y Teatro des Célestins
- 1979-1981: Coup de chapeau, de Bernard Slade, escenografía de Pierre Mondy, Teatro de la Michodière y Teatro des Célestins
- 1982: Amadeus, de Peter Shaffer, escenografía de Roman Polanski, Teatro Marigny
- 1984: Tartufo, de Molière, escenografía de Jacques Lassalle, Teatro Nacional de Estrasburgo
- 1985-1987  : L'âge de monsieur est avancé, de Pierre Etaix, escenografía de Jean Poiret, Teatro de los Campos Elíseos y Teatro des Célestins
- 1988  : Muerte de un viajante, de Arthur Miller, escenografía de Marcel Bluwal, Teatro del Odéon y Teatro de Niza

### Director
- 1955: Le Mal d'amour, de Marcel Achard, Teatro de la Michodière
- 1956: Le Séducteur, de Diego Fabbri, Teatro de la Michodière
- 1959: Gog et Magog, de Roger MacDougall y Ted Allan, Teatro de la Michodière
- 1962: Johnnie Cœur, de Romain Gary, Teatro de la Michodière
- 1965: Au revoir Charlie, de George Axelrod, Teatro des Ambassadeurs
- 1965: Los secuestrados de Altona, de Jean-Paul Sartre, Théâtre de l'Athénée
- 1974: Le Tube, de Françoise Dorin, Teatro Antoine
- 1975: Gog et Magog, de Roger MacDougall y Ted Allan, Teatro de la Michodière
- 1978: Las manos sucias, de Jean-Paul Sartre

## Filmografía
| - 1938: La Chaleur du sein, de Jean Boyer - 1938: Hôtel du Nord, de Marcel Carné - 1939: Le Duel, de Pierre Fresnay - 1939: La Fin du jour, de Julien Duvivier - 1939: Le Veau gras, de Serge de Poligny - 1939: Bifur 3, de Maurice Cam - 1940: L'Entraîneuse, de Albert Valentin - 1940: Fantasía, de Walt Disney, narración francesa - 1940: La Grande Leçon, de Robert Péguy - 1941: Premier Bal, de Christian-Jaque - 1941: Les Jours heureux, de Jean de Marguenat - 1942: Mariage d'amour, de Henri Decoin - 1942: Lettres d'amour, de Claude Autant-Lara - 1943: Le Camion blanc, de Léo Joannon - 1943: La Ferme aux loups, de Richard Pottier - 1944: Bonsoir mesdames, bonsoir messieurs, de Roland Tual - 1944: L'Enfant de l'amour, de Jean Stelli - 1946: Sylvie et le Fantôme, de Claude Autant-Lara - 1946: La Tentation de Barbizon, de Jean Stelli - 1946: Au petit bonheur, de Marcel L'Herbier - 1946: Un revenant, de Christian-Jaque - 1947: Le silence est d'or, de René Clair - 1948: La Vie en rose, de Jean Faurez - 1948: Une jeune fille savait, de Maurice Lehmann - 1948: Femme sans passé, de Gilles Grangier - 1949: Au p'tit zouave, de Gilles Grangier *1949: Jean de la Lune, de Marcel Achard - 1949: Retour à la vie, de Georges Lampin (segmento Le Retour d'Antoine) - 1950: La Souricière, de Henri Calef - 1950: Les Anciens de Saint-Loup, de Georges Lampin - 1950: Orphée, de Jean Cocteau - 1950: Souvenirs perdus, de Christian-Jaque (segmento Une couronne mortuaire) - 1951: Sous le ciel de Paris, de Julien Duvivier (voz) - 1951: Mon phoque et elles, de Pierre Billon - 1952: Elle et moi, de Guy Lefranc - 1952: L'Amour, Madame, de Gilles Grangier - 1953: Villa Borghese, de Vittorio De Sica y Gianni Franciolini - 1953: Bonjour Paris !, de Jean Image (voz) - 1953: Un trésor de femme, de Jean Stelli - 1953: Jeunes Mariés, de Gilles Grangier - 1953: Capitaine Pantoufle, de Guy Lefranc - 1954: Scènes de ménage, de André Berthomieu - 1954: Tempi nostri, de Alessandro Blasetti y Paul Paviot (segmento Le Baiser) - 1954: Secrets d'alcôve, de Jean Delannoy (segmento Le Lit de la Pompadour) - 1954: Cadet Rousselle, de André Hunebelle - 1954: La Cigale et la Fourmi, dibujo animado de Jean Image: narrador - 1955: Les Évadés, de Jean-Paul Le Chanois - 1955: Escale à Orly, de Jean Dréville - 1956: The Man Who Never Was, de Ronald Neame - 1956: Gervaise, de René Clément - 1956: Je reviendrai à Kandara, de Victor Vicas - 1957: Charmants Garçons, de Henri Decoin - 1957: Que les hommes sont bêtes, de Roger Richebé - 1957: Les Louves, de Luis Saslavsky - 1957: Las noches de Cabiria, de Federico Fellini | - 1957: Tous peuvent me tuer, de Henri Decoin - 1957: Les étoiles ne meurent jamais, de Max de Vaucorbeil : Narrador - 1958: La Bigorne, caporal de France, de Robert Darène - 1958: Maxime, de Henri Verneuil (voz) - 1959: Il magistrato, de Luigi Zampa - 1959: Bobosse, de Étienne Périer - 1959: La Création du monde, de Eduard Hofman (voz) - 1959: Les Affreux, de Marc Allégret (voz) - 1960: Le Testament d'Orphée, de Jean Cocteau - 1960: La Corde raide, de Jean-Charles Dudrumet - 1960: La Française et l'Amour, de Christian-Jaque (segmento Le Divorce) - 1960: Chien de pique, de Yves Allégret - 1960: Réveille-toi chérie, de Claude Magnier - 1961: Les Amours de Paris, de Jacques Poitrenaud - 1961: L'Amant de cinq jours, de Philippe de Broca - 1962: Les Veinards, de Jean Girault (segmento Le Manteau de vison) - 1962: Les Petits Matins, de Jacqueline Audry - 1963: Le Coup de bambou, de Jean Boyer - 1963: I Compagni, de Mario Monicelli - 1963: Dragées au poivre, de Jacques Baratier - 1963: La entrevista (La visita) de Antonio Pietrangeli - 1964: Week-end à Zuydcoote, de Henri Verneuil - 1966: Les Enfants du palais, de Jean-Marie Périer - 1967: Un homme de trop, de Constantin Costa-Gavras - 1967: El silencio de un hombre, de Jean-Pierre Melville - 1968: Les Gauloises bleues, de Michel Cournot : Narrador - 1969: Z, de Constantin Costa-Gavras - 1970: Tumuc Humac, de Jean-Marie Périer - 1970: Les Caprices de Marie, de Philippe de Broca - 1970: Círculo rojo, de Jean-Pierre Melville - 1971: Max et les Ferrailleurs, de Claude Sautet - 1971: Juste avant la nuit, de Claude Chabrol - 1972: La Nuit bulgare, de Michel Mitrani - 1972: L'Attentat, de Yves Boisset - 1973: Vogliamo i colonnelli, de Mario Monicelli - 1973: Antoine et Sébastien, de Jean-Marie Périer - 1973: Stavisky, de Alain Resnais - 1975: Docteur Françoise Gailland, de Jean-Louis Bertucelli - 1975: La Spirale, de Armand Mattelart: narrador - 1976: Police Python 357, de Alain Corneau - 1976: Ben et Bénédict, de Paule Delsol: narrador - 1977: Baxter, Vera Baxter, de Marguerite Duras - 1978: La Raison d'État, de André Cayatte - 1979: La Guerre des polices, de Robin Davis - 1980: Le Bar du téléphone, de Claude Barrois - 1983: Le Battant, de Robin Davis y Alain Delon - 1984: Le Tartuffe, de Gérard Depardieu - 1987: Soigne ta droite, de Jean-Luc Godard - 1990: Lacenaire, de Francis Girod - 1991: Madame Bovary, de Claude Chabrol: narrador - 1991: La Pagaille, de Pascal Thomas - 1992: Voyage à Rome, de Michel Lengliney - 1996: Mémoires d'un jeune con, de Patrick Aurignac |

## Cortometrajes  y documentales
- 1949: Un chien et Madame, corto de Marcel Martin: narrador
- 1951: L'Affaire Manet, corto documental de Jean Aurel: narrador
- 1951: Vedettes sans maquillage, corto de Jacques Guillon
- 1957: Rendez-vous à Melbourne, corto de René Lucot: narrador
- 1958: L'Américain se détend, corto documental de François Reichenbach: narrador
- 1959: Saint-Blaise des Simples, documental de Philippe Joulia: narrador
- 1960: Zaa, petit chameau blanc; corto de Jacques Poitrenaud (voz)
- 1963: La Meuse, fleuve de guerre, fleuve de paix, corto documental de Édouard Logereau: narrador
- 1964: Les Comédiens, corto de Jacques Thierry
- 1967: Le Temps des doryphores, documental de Dominique Rémy: narrador
- 1971: Primer ano, documental de Patricio Guzmán: narrador
- 1973: Un monstre, corto de Jean-Marie Périer (TV)
- 1974: Les Deux Mémoires, documental de Jorge Semprún: narrador
- 1978: Le fond de l'air est rouge, documental de Chris Marker: narrador
- 1977: Sartre par lui-même, documental de Alexandre Astruc  : narrador
- 1984: 2084, documental de Chris Marker (TV): narrador
- 1986: Mémoires pour Simone, documental de Chris Marker  : narrador
- 1990: Ne m'oubliez pas, hommage à Bernard Blier, documental de Mathias Ledoux (TV)

## Televisión
- 1954: Les Jours heureux, de Maurice Cazeneuve
- 1955: Le Ciel de lit, de Marcel L'Herbier
- 1960: C'est dans la boîte, de Alexandre Tarta
- 1963: Treize contes de Maupassant, de Carlo Rim: narrador
- 1968: L'Enfant de la haute mer, de Roger Kahane  :  Narrador
- 1968: Les Enfants du palais, de Jean-Marie Périer
- 1975: Sara, de Marcel Bluwal
- 1978: Mazarin, de Pierre Cardinal
- 1979: Un comédien lit un auteur: François Périer lit Anatole France
- 1983: Thérèse Humbert, de Marcel Bluwal
- 1984: Jacques le fataliste et son maître, de Claude Santelli
- 1984: La Piovra, de Damiano Damiani
- 1985: La Piovra 2, de Damiano Damiani
- 1987: La Piovra 3, de Damiano Damiani
- 1990: Le Gorille chez les Mandingues, de Denys de La Patellière
- 1990: Le Gorille compte ses abattis, de Jean Delannoy
- 1990: Le Gorille dans le pot au noir, de Patrick Jamain
- 1990: Le Pavé du Gorille, de Roger Hanin
- 1990: La Peau du Gorille, de Édouard Molinaro
- 2000: Salut sex !, de Jean-Marie Périer